# Реал Еспанья (Мехіко)
«Реа́л Клуб Еспа́нья» (ісп. Real Club España) або «Реал Еспанья» — мексиканський спортивний клуб із столиці країни — Мехіко.

## Історія
Найтитулованіший клуб країни епохи аматорського футболу був заснований 20 березня 1912 року. На другий рік свого існування виграв свій перший чемпіонат Мексики. Титул «Реал» (тобто «Королівський») був подарований королем Іспанії Альфонсом XIII. Команда отримала право зображувати корону у своїй емблемі. У першому професійному сезоні «Реал Еспанья» виграв кубок і суперкубок, а в чемпіонаті програв у додатковому матчі за перше місце «Астуріасу». Свій єдиний чемпіонський трофей у професійній лізі здобув наступного року. У складі команди грали дев'ять іспанців, чотири кубинці, два аргентинця і два мексиканця:
- Грегоріо Бласко
- Хосе Санхеніс[es]
- Серафін Аедо
- Леонардо Сілауррен
- Фернандо Гарсія[es]
- Хосе Ірарагоррі
- Енріке Ларрінага
- Емілін
- Ісідро Лангара
- Айра
- Кубанелеко
- Хосе Родрігес
- Хуан Туньяс
- Хосе Мануель Морено
- Родольфі
- Карлос Лавіада[de]
- Карлос Септьєн

Тренував клуб Родольфо Муньйос. 
Через розбіжності з національною федерацією у 1950 році вийшов з ліги. Розформований у сезоні 1951/52. На даний час у клубі існують секції з тенісу, греблі та деяких інших видів спорту.

## Титули та досягнення

### Аматорська епоха
- Чемпіон (14): 1914, 1915, 1916, 1917, 1919, 1920, 1921, 1922, 1924, 1930, 1934, 1936, 1940, 1942
- Віце-чемпіон (3): 1918, 1927, 1929
- Володар кубка (4): 1915, 1917, 1918, 1919
- Фіналіст кубка (7): 1916, 1922, 1923, 1926, 1938, 1939, 1941

### Професійна епоха
- Чемпіон (1): 1945
- Віце-чемпіон (1): 1944
- Володар кубка (1): 1944
- Володар суперкубка (2): 1944, 1945

## Найвідоміші гравці
- Луїс де ла Фуенте — в рейтингу IFFHS «Найкращі футболісти XX сторіччя» займає 2-е місце в Центральній і Північній Америці.
- Ісідро Лангара — один з найкращих гравців світового футболу довоєнного періоду, супербомбардир.
- Хосе Мануель Морено — в рейтингу IFFHS «Найкращі футболісти XX сторіччя» займає 25-е місце у світі, 5-е в Південній Америці і 3-є в Аргентині.
- Леонардо Сілауррен — входив до символічної збірної на чемпіонаті світу 1934.
- Хосе Ірарагоррі — гравець збірної Іспанії, учасник чемпіонату світу 1934.
- Антоніо Карбахал — в рейтингу IFFHS «Найкращі футболісти XX сторіччя» найкращий воротар Центральної і Північної Америки та 15-е місце у світі.
- Орасіо Касарін — в рейтингу IFFHS «Найкращі футболісти XX сторіччя» займає 4-е місце в Центральній і Північній Америці.

## Бомбардири
Найкращі бомбардири чемпіонату Мексики:
- 5 -  Лазаро Ібаррече: 1916 (7), 1917 (6), 1918 (5), 1919 (11), 1920 (13)
- 2 -  Ісідро Лангара: 1944 (27), 1946 (40)
- 1 -  Бернардо Родрігес: 1914 (6)
- 1 -  Педро Арруза: 1927 (13)
- 1 -  Мігель Гуал: 1939 (20)